# Rer Bare
Die Rer Bare oder Rer Barre (das Somali-Wort reer bedeutet „Leute aus“, „Nachkommen von“, „Stamm“) sind eine sesshaft-bäuerliche Minderheitengruppe, die in der Umgebung von Kalafo in der Somali-Region im Osten Äthiopiens am Fluss Shabelle ansässig ist.
Sie gehören zu einer Reihe von ethnischen Minderheiten im von Somali bewohnten Gebiet am Horn von Afrika, die sich durch dunklere Haut und krauseres Haar von der Somali-Mehrheit unterscheiden und von den Somali als Jarir („harthaarig“ oder „kraushaarig“) oder auch als Adone oder Adona (von addoon, „Sklave“) bezeichnet werden.

## Herkunft und Sprache
Sie sprechen heute Somali. Es ist unklar, ob sie früher eine eigene Sprache hatten; im Ethnologue ist „Rer Bare“ als unklassifizierte ausgestorbene Sprache mit ISO 639-3-Code rer gelistet. Die Herkunft der Rer Bare ist ebenfalls nicht geklärt. Sie könnten von Sklaven der Somali abstammen, aber auch von einer einheimischen Bevölkerung, die vor den Somali in jenem Gebiet gelebt hat.
Für ähnliche schwarze, Ackerbau betreibende Minderheitengruppen in Somalia ist seit Anfang der 1990er Jahre die Bezeichnung „somalische Bantu“ aufgekommen, ausgehend von denjenigen Gruppen im Jubba-Tal, die eindeutig von Bantu abstammen, die im 19. Jahrhundert als Sklaven aus anderen Teilen Ostafrikas in das Somali-Gebiet gebracht wurden. Die Bezeichnung wurde auch auf Gruppen ausgeweitet, die womöglich (teilweise) von einer Vor-Somali-Bevölkerung abstammen, die vielleicht ursprünglich Bantusprachen sprach. Die Rer Bare wurden analog dazu als „äthiopische Bantu“ bezeichnet. Tobias Hagmann erwähnt sie als „somalisierte Bantu“. Ulrich Braukämper schreibt von den Adone am Shabelle, dass sie „offensichtlich die Nachfahren von Bantu-Sklaven [sind], die sich dort seit dem 19. Jahrhundert ansiedelten und ausbreiteten“.
Die wohl erste wissenschaftliche Erwähnung einer möglichen Sprache Rer Bare oder „Rerebere“ findet sich 1975 bei Lionel Bender. Dieser hatte damals eher eine Verbindung zu Sprachgruppen im Sudan vermutet, insbesondere zur nilosaharanischen Sprachfamilie:
„D. W. Mcclure, Sr. berichtete mir erstmals von der Präsenz von sudanesischen Einwanderern am Fluss Wabi Shebelle bei Gode im östlichen Ogaden. Es heißt von ihnen, dass sie eine eigene Sprache haben, die diese Fremdbezeichnung [Rerebere] trägt. Später informierte mich Taye Reya darüber, dass sudanesische Einwanderer auch entlang den Flüssen Ganale und Dawa zu finden sind und dass sie von den Somali als rer bare bezeichnet werden (rer bedeutet Unterstamm auf Somali). Sie sind auch als adona bekannt, und sie sprechen Somali wie auch ihre eigene Sprache. (…) Ich kann nicht mit Sicherheit sagen, ob sie eine oder mehrere Sprachen sprechen und was für welche diese sind. (…) Bislang sind mir keine linguistischen Daten zugekommen.“
Adone-Gruppen leben in Äthiopien auch weiter flussaufwärts am Shabelle im Grenzgebiet zwischen den Somali und Oromo, wo sie von den Oromo Warra Dubba genannt werden, (auch als Dube oder Wara Dubie geschrieben) und am Weyb in der Afder-Zone. Eine weitere Gruppe sind die Garri Maro (oder Gherrimero) am Ganale und anderen Flüssen in der Liben-Zone im Süden der Somali-Region.

## Gesellschaft und Politik
Die Rer Bare sind dem Somali-Clan der Hawiya angeschlossen und leben zusammen mit sesshaft gewordenen Hawiya und anderen Somali in Dörfern in der Woreda Kalafo in der Gode-Zone. Ihre Lebensgrundlage ist der Ackerbau, wichtigste Anbauprodukte sind Sorghum und Mais. Daneben werden in diesen Dörfern auch Augenbohnen und Sesam sowie Gemüse angebaut, die sowohl zur Diversifizierung des Speiseplans als auch zum Verkauf gegen Geld dienen. Zur Versorgung mit Milch halten viele Bauern zudem eine bis drei Kühe.
Die verbündeten Hawiya und Rer Bare teilen sich in Untergruppen ein, die mythologisch auf zwei Vorväter, Badbedan und Kunle, zurückgeführt werden:
- Badbedan
  - Ali Mad
  - Dagine
  - Rer Gedow
- Kunle
  - Bajimal
  - Rer Ise
  - Gasar.

Ali Mad und Dagine umfassen fast ausschließlich Rer Bare, während die übrigen Gruppen gemischt sind. Den Rer Gedow, Rer Ise und Gasar gehören viele Hawiya – vor allem Ajuran – an, während unter den Bajimal auch etliche Dir sind.
Die Rer Bare gelten hierbei als untergeordnet gegenüber den dominierenden Hawiya. Die beiden Gruppen charakterisieren ihre Beziehung als bah iyo boqor, was so viel wie „Untertanen und Könige“ bedeutet. Obwohl sie zusammen leben und gemeinsame Vorfahren postulieren, gibt es kaum Mischehen.
1992 entstand neben etlichen anderen Parteien einzelner Clans auch eine politische Partei der Rer Bare in der Somali-Region. Diese Partei schloss sich 1994 mit anderen Parteien zur Ethiopian Somali Democratic League zusammen, die ihrerseits 1998 in der Somali People’s Democratic Party aufging. 2004 wurde eine neue Rer-Bare-Partei mit Namen Dilwabi gegründet, um bei den Wahlen von 2005 anzutreten. Diese Partei nimmt auch an den Wahlen 2010 teil.